# Padrón General de la Provincia de Chiloé

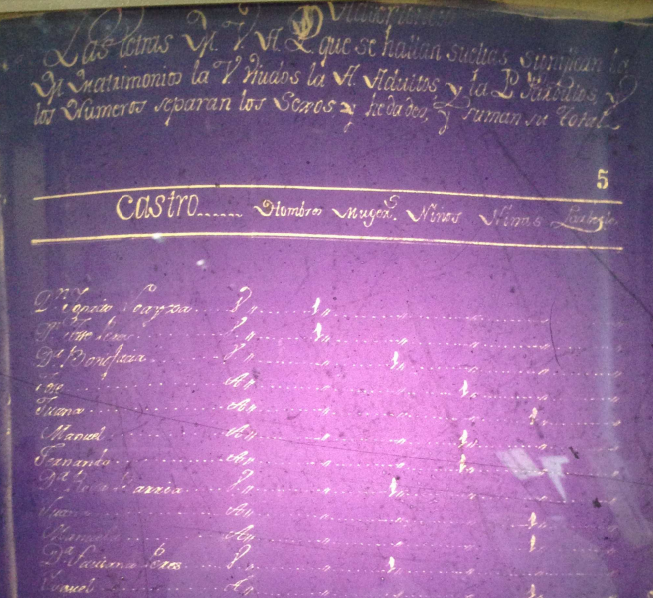
Extracto del Padrón para el partido de Castro (microfilm).

El Padrón General de la Provincia de Chiloé, también llamado Padrón de Hurtado o Censo de Chiloé, fue un censo a nivel provincial encargado por Francisco Hurtado del Pino, gobernador intendente de la intendencia de Chiloé realizado en 1785 en la actual Región de Los Lagos de Chile. 

## Documentos originales
De acuerdo a Gabriel Guarda y Rodrigo Moreno, actualmente existirían tres copias conocidas del padrón. La primera ubicada en el Archivo General de Indias de Sevilla, una segunda ubicada en el Archivo Nacional de Chile y una tercera en la Biblioteca del Palacio Real de Madrid.

## Características
De acuerdo a Hurtado, durante su administración la antigua provincia de Chiloé aparece limitada por el norte por el río Bueno en la actual Región de Los Ríos, y por el sur por el cabo de Hornos, la actual región de Magallanes. Sin embargo, su control efectivo se limitaba al archipiélago de Chiloé y la zona costera de la actual provincia de Llanquihue, que fueron los territorios visitados para la realización del padrón.
El 20 de mayo de 1784 Hurtado recibió instrucciones reales, la octava de las cuales le ordenaba:

Luego que haya tomado posesión de su Gobierno se dedicará a formal una matrícula general y padrón exacto de todos los habitantes de aquellas islas y sus puestos dependientes, con expresión clara de los pueblos a que pertenecen y distinción de sexos de que se componen.

Administrativamente, el territorio censado se encontraba dividido en tres curatos, los que a su vez se dividían en partidos, y estos en capillas o pueblos:
- Curato de Chacao: incluía los partidos de Chacao y Pudeto, divididos a su vez en 17 capillas, incluyendo el territorio de Carelmapu y Maullín, adscritos al partido de Chacao.[5]
- Curato de Calbuco: correspondía al partido de Calbuco, dividido a su vez en 14 capillas.[5]
- Curato de Castro: incluía los partidos de Castro (11 capillas), Chonchi (5 capillas), Puqueldón (6 capillas), Queilén (8 capillas), Achao (8 capillas), Meulín (5 capillas) y Tenaún (8 capillas).[5]

El levantamiento incluía la distinción entre hombres, mujeres, niños, niñas y párvulos, así como también entre españoles e indígenas. Para el registro se anotaban los nombres y el apellido del jefe de cada hogar, así como los nombres (sin apellidos) de las mujeres y los hijos. También se utilizó, aunque de forma irregular, la distinción de don para hacer referencia a la población noble de la provincia.
Para una mejor comprensión de sus resultados, Hurtado encargó la realización de un mapa de la provincia señalando sus zonas de poblamiento efectivo. Este mapa se perdió en la copia del padrón almacenada en Chile, aunque se conserva en las versiones que existen en España. La elaboración de este mapa se atribuye al piloto español José de Moraleda, quien se encontraba en la zona durante la realización del padrón.

## Resultados
El padrón dio un total de 26 703 personas, de las cuales 15 076 (56,5%) eran españoles y 11 627 (43,5%) indígenas. Dentro del grupo de los españoles se contaba también a los mestizos, mientras que dentro del grupo de los indígenas se contaba a las distintas etnias de la zona. Del total de personas censadas, 572 (2,2%) aparecen con la distinción de don o noble.
Resultados por curato y grupo étnico
|           | Chacao | Calbuco | Castro | Total  |
| --------- | ------ | ------- | ------ | ------ |
| Españoles | 3107   | 1934    | 10 035 | 15 076 |
| Indígenas | 1474   | 1403    | 8750   | 11 627 |
| Total     | 4581   | 3337    | 18 785 | 26 703 |